# Еремеев, Олег Витальевич
Олег Витальевич Еремеев (Род. 24 сентября 1963) — российский государственный деятель, политик, член Совета Федерации (2011—2015), представлявший Рязанскую областную думу, заместитель председателя Комитета Совета Федерации по экономической политике.

## Биография
Окончил Московский государственный университет им. М. В. Ломоносова, аспирантуру. Кандидат экономических наук.
Бывший советник Координационного Совета объединений работодателей России и депутат Рязанской областной Думы пятого созыва на непостоянной основе.
По информации газеты «Ведомости», Еремеев владеет недвижимостью в Литве.
Во время пребывания в Совете Федерации являлся членом Наблюдательного Совета государственной компании «Российские автомобильные дороги» (ГК «Автодор»). По окончании срока пребывания в Совете Федерации возглавил одну из дочерних структур ГК «Автодор» — ООО «Автодор Инфра Инвест», отвечающую за создание проектных компаний, реализующий проекты строительства платных автомобильных дорог по схеме государственно-частного-партнерства.